# Syntrichura sphecomorpha
Syntrichura sphecomorpha là một loài bướm đêm thuộc phân họ Arctiinae, họ Erebidae.